# USS Noa (DD-841)
USS Noa (DD-841) là một tàu khu trục lớp Gearing được Hải quân Hoa Kỳ chế tạo vào giai đoạn cuối Chiến tranh Thế giới thứ hai. Nó là chiếc tàu chiến thứ hai của Hải quân Mỹ được đặt theo tên Chuẩn úy Loveman Noa (1878–1901), người thiệt mạng trong cuộc Chiến tranh Philippines-Hoa Kỳ. Hoàn tất khi chiến tranh đã kết thúc, con tàu tiếp tục phục vụ trong giai đoạn Chiến tranh Lạnh và Chiến tranh Việt Nam cho đến năm 1973. Nó được chuyển cho Tây Ban Nha và tiếp tục phục vụ cùng Hải quân Hoàng gia Tây Ban Nha như là chiếc Blas de Lezo (D65) cho đến khi bị tháo dỡ năm 1991.

## Thiết kế và chế tạo
Noa được đặt lườn tại xưởng tàu của hãng Bath Iron Works Co. ở Bath, Maine vào ngày 26 tháng 3 năm 1945. Nó được hạ thủy vào ngày 30 tháng 7 năm 1945; được đỡ đầu bởi bà James Cary Jones, Jr., phu nhân Chuẩn đô đốc James Cary Jones, Jr., và nhập biên chế vào ngày 2 tháng 11 năm 1945 dưới quyền chỉ huy của Hạm trưởng, Trung tá Hải quân R. L. Nolan, Jr..

## Lịch sử hoạt động

### 1945 - 1960
Sau khi hoàn tất việc chạy thử máy huấn luyện tại khu vực vịnh Guantánamo, Cuba, Noa khởi hành từ cảng nhà Norfolk, Virginia cho chuyến đi đầu tiên sang khu vực Địa Trung Hải, viếng thăm các cảng Gibraltar, Nice, Naples, Malta, Venice, Piraeus và Lisbon. Sau khi tham gia các cuộc tập trận tại khu vực Nam Mỹ vào đầu năm 1947, nó quay trở về Hoa Kỳ, và trong hai năm tiếp theo đã hoạt động huấn luyện thường lệ, đại tu và phục vụ như tàu huấn luyện cho Trường Sonar Hạm đội tại Key West, Florida. Sau đó nó phục vụ canh phòng máy bay cho tàu sân bay hộ tống Mindoro (CVE-120) trong tháng 6 và tháng 7 năm 1949.
Từ tháng 9 năm 1949 đến tháng 1 năm 1951, Noa tham gia các đợt huấn luyện chống tàu ngầm trong thành phần một đội đặc nhiệm tìm-diệt tàu ngầm thuộc Hải đội Khu trục 8; nó cũng thực hiện một chuyến đi thứ hai sang khu vực Địa Trung Hải trong giai đoạn này. Sang đầu năm 1951, nó tham gia cuộc Tập trận “Convex II”, một cuộc thực tập hộ tống vận tải quy mô lớn, rồi đi đến cảng Baltimore, Maryland. Trong hai năm tiếp theo, con tàu tiếp tục được bảo trì và huấn luyện dọc theo vùng bờ Đông.
Noa khởi hành từ Norfolk vào tháng 8 năm 1953 cho một chuyến đi kéo dài đến 42.000 nmi (78.000 km) vòng quanh thế giới. Nó đi đến Sasebo, Nhật Bản vào ngày 3 tháng 10, rồi hoạt động tại vùng biển Nhật Bản cùng Lực lượng Đặc nhiệm 77 trong bốn tháng tiếp theo, tham gia các đợt thực hành huấn luyện sẵn sàng chiến đấu nhằm giám sát việc ngừng bắn ngoài khơi bờ biển Triều Tiên. Đến tháng 11, nó thực tập huấn luyện trong thành phần một đội đặc nhiệm tìm-diệt tàu ngầm tại vùng biển Nhật Bản; rồi cùng với tàu khu trục Cone (DD-866) tuần tra ngoài khơi bờ biển Triều Tiên vào cuối tháng 11 và đầu tháng 12. Nó tiếp tục hoạt động thực hành huấn luyện cho đến khi lên đường quay trở về Hoa Kỳ vào tháng 4 năm 1954. Sau khi về đến Norfolk, nó tiếp tục hoạt động thực hành chống tàu ngầm tại vùng bờ biển Đại Tây Dương.
Vào ngày 7 tháng 9 năm 1954, Noa rời Norfolk để tham gia cuộc Tập trận "Black Jack", cuộc tập trận phối hợp chống tàu ngầm giữa hải quân các nước thành viên Khối NATO. Sau khi viếng thăm Derry, Bắc Ireland và các cảng vùng Địa Trung Hải, nó cùng hải đội lên đường quay trở về Hoa Kỳ, dự định về đến Norfolk vào ngày 12 tháng 11. Tuy nhiên sau khi rời Gibraltar, hải đội gặp phải một cơn bão với sức gió lên đến 64 kn (119 km/h); và con tàu ghi nhận bị lắc nghiêng cho đến 50 độ. Một số tàu khu trục trong hải đội bị hư hại nặng do cơn bão này; họ tìm được nơi trú ẩn an toàn trong cảng Ponta Delgada trên đảo São Miguel thuộc quần đảo Azores. Hải đội, bao gồm cả tàu sân bay Valley Forge (CV-45), về đến Norfolk vào ngày 13 tháng 11, chậm hơn một ngày so với lịch trình. Sau đó chiếc tàu khu trục đi đến Xưởng hải quân Philadelphia tại Philadelphia, Pennsylvania để được đại tu.
Trong lượt đại tu vào mùa Hè năm 1955, Noa được bổ sung một bộ sonar mới đang được phát triển, và nó đã hoạt động thử nghiệm thiết bị tại khu vực Key West, Florida. Nó rời Norfolk vào tháng 2 năm 1956 cho lượt phục vụ thứ ba tại vùng biển Địa Trung Hải, và sau khi quay trở về cảng nhà vào mùa Hè năm đó, nó tiếp tục hoạt động huấn luyện tại vùng bờ biển Đại Tây Dương. Sang mùa Xuân năm 1957, nó đi đến vùng biển Caribe để tham gia các cuộc tập trận “Springboard 1–57” và “Desairdex 1–57”. Sau khi hoàn tất đợt đại tu kéo dài ba tháng tại Xưởng hải quân Norfolk vào tháng 8 năm 1957, con tàu tiến hành chuyến đi huấn luyện ôn tập tại khu vực vịnh Guantánamo, Cuba và thực hành tác xạ tại đảo Culebra, Puerto Rico. Đến mùa Đông năm 1958, nó phục vụ như tàu thử nghiệm thiết bị vô tuyến, và sang mùa Xuân là một cuộc Tập trận “Springboard” khác tại vùng biển Caribe.
Sau đó vào tháng 3, 1958, Noa tham gia cuộc Tập trận “Lantphibex 1–58” nhằm thử nghiệm các khái niệm chiến thuật đổ bộ. Sang mùa Hè, nó tham gia các hoạt động can thiệp của Đệ Lục hạm đội trong vụ Khủng hoảng Liban 1958. Sau một chuyến đi ngắn sang vùng vịnh Ba Tư, nó quay trở về Norfolk và tham gia cùng Đệ Nhị hạm đội trong cuộc Tập trận “Lantphibex 2–58”.
Noa lại được phái sang khu vực Địa Trung Hải vào tháng 2, 1959, và cùng Đệ Lục hạm đội tham gia các cuộc tập trận cho đến ngày 1 tháng 4, khi nó lên đường đi sang Trung Đông ngang qua kênh đào Suez. Trong chuyến đi này nó đã viếng thăm Massawa, Ethiopia; Bombay, Ấn Độ; Bahrain; Saudi Arabia; Bandar Shahpur, Iran; và Aden. Đến cuối tháng 6, nó quay trở lại Địa Trung Hải cùng Đệ Lục hạm đội. Quay trở về Norfolk vào ngày 1 tháng 9, nó được thuyên chuyển từ Hải đội Khu trục 6 sang Hải đội Khu trục 14, và chuyển cảng nhà đến Mayport, Florida.
Noa đã hoạt động thường lệ dọc theo vùng bờ Đông và vùng biển Caribe vào mùa Xuân năm 1960, rồi đi đến Xưởng hải quân Philadelphia vào ngày 25 tháng 5 để được nâng cấp trong khuôn khổ Chương trình Hồi sinh và Hiện đại hóa Hạm đội I (FRAM: Fleet Rehabilitation and Modernization), nơi nó được sửa chữa và nâng cấp để kéo dài vòng đời hoạt động thêm 10 đến 20 năm, đồng thời nâng cao năng lực tác chiến. Nó được cải tiến những thiết bị điện tử, radar và sonar hiện đại, trang bị thêm tên lửa chống ngầm RUR-5 ASROC, cùng hầm chứa và sàn đáp để vận hành máy bay trực thăng không người lái chống tàu ngầm Gyrodyne QH-50 DASH.

### 1961 – 1973
Hoàn tất việc nâng cấp vào ngày 2 tháng 5, 1961, Noa gia nhập trở lại Hạm đội Đại Tây Dương, và sau bốn tuần lễ huấn luyện chuẩn nhận tên lửa ASROC, nó đi đến khu vực vịnh Guantánamo, Cuba để huấn luyện ôn tập trong sáu tuần lễ. Nó quay trở về Mayport vào ngày 23 tháng 7, trải qua hai tuần lễ bảo trì cặp bên mạn tàu tiếp liệu khu trục Yellowstone (AD-27). Sau một lượt huấn luyện khác, chiếc tàu khu trục khởi hành đi sang Anh để tập trận phối hợp cùng các đơn vị Hải quân Hoàng gia Anh tại khu vực Đông Đại Tây Dương. Nó đã viếng thăm Portsmouth, Anh vào ngày 6 tháng 11, và cũng đã ghé qua Belfast và Dublin trước khi quay trở về nhà vào ngày 20 tháng 12. Sau khi nghỉ ngơi và bảo trì, nó tiếp tục hoạt động huấn luyện chống tàu ngầm tại vùng biển Đại Tây Dương từ ngày 29 tháng 1, 1962.
Noa quay trở về cảng Mayport vào ngày 6 tháng 2, 1962 để cải tiến cần trục neo thả xuồng, rồi thực tập chuẩn bị cho việc thu hồi tàu không gian và phi hành gia trong Chương trình Mercury. Nó lên đường vào ngày 11 tháng 2, đi đến địa điểm dự định hạ cánh tại khu vực Tây Nam Đại Tây Dương, và có mặt tại chỗ vào ngày 14 tháng 2 trong thành phần lực lượng đặc nhiệm thu hồi. Do kế hoạch phóng bị hoãn lại hai lần, con tàu đi đến San Juan, Puerto Rico, và ở lại trong hai ngày. Nó trở ra khơi vào ngày 19 tháng 2, đi đến một vị trí cách San Juan 200 mi (320 km) về hướng Tây Tây Bắc. Lúc 14 giờ 40 phút ngày 20 tháng 2, năm giờ và 53 phút sau khi phóng lên và hoàn tất ba vòng quỹ đạo quanh trái đất, tàu Friendship 7 trở lại bầu khí quyển, tạo ra một tiếng nổ siêu thanh được Noa nghe rõ. Tàu vũ trụ đáp xuống biển chỉ cách chiếc tàu khu trục 3 mi (4,8 km); họ tìm thấy và đưa lên tàu phi hành gia, Trung tá Thủy quân Lục chiến John H. Glenn. Ông ở lại chiếc tàu khu trục trong ba giờ trước khi được máy bay trực thăng đưa sang tàu sân bay Randolph (CV-15), tàu thu hồi chính của chiến dịch.
Hoàn thành nhiệm vụ, Noa quay trở về cảng Mayport hoạt động chống tàu ngầm cùng Đội đặc nhiệm Alpha cho đến ngày 31 tháng 5, 1962. Giữa các lượt hoạt động tại Địa Trung Hải và bảo trì, nó tiến hành huấn luyện và thực hiện các chuyến đi thực tập cho học viên sĩ quan từ cảng nhà. Con tàu lên đường vào ngày 3 tháng 8, 1962 cho một lượt biệt phái sang Địa Trung Hải, phục vụ cùng Đệ Lục hạm đội trong bảy tháng. Sau đó là một lượt phục vụ tương tự kéo dài trong sáu tháng, bắt đầu từ ngày 8 tháng 2, 1964. Nó được đại tu thường lệ tại Xưởng hải quân Charlestown từ tháng 9, 1964 đến tháng 1, 1965, rồi tiếp nối bởi một lượt hoạt động khác cùng Đệ Lục hạm đội tại Địa Trung Hải từ giữa tháng 5 đến ngày 1 tháng 9. Vào đầu tháng 10, nó khởi hành từ Mayport để đi đến vùng bờ biển Tây Phi tại Nam Đại Tây Dương, chuẩn bị tham gia vào việc thu hồi tàu không gian Gemini 6A trong khuôn khổ Chương trình Gemini. Tuy nhiên chuyến bay bị hủy bỏ do vệ tinh Agena phối hợp không đạt đến độ cao vũ trụ cần thiết.
Sau đó Noa tham gia huấn luyện rồi tiến hành các cuộc tập trận cùng Hạm đội Đại Tây Dương, bao gồm Chiến dịch High Time, cuộc tập trận đổ bộ tại vùng biển Caribe từ cuối tháng 1 đến đầu tháng 3, 1966. Chiếc tàu khu trục lại được huy động vào nhiệm vụ thu hồi tàu không gian Gemini 8 từ ngày 14 đến ngày 17 tháng 3. Nó lại có một lượt phục vụ khác cùng Đệ Lục hạm đội tại Địa Trung Hải từ tháng 4 đến tháng 10; sau đó nó được bảo trì và nghỉ ngơi trước khi tham gia cuộc Tập trận Lantflex từ ngày 28 tháng 11 đến ngày 15 tháng 12. Sang tháng 1, 1967, nó được trang bị hai máy bay trực thăng không người lái chống tàu ngầm Gyrodyne QH-50 DASH, và phục vụ như tàu huấn luyện cho Trường Sonar Hạm đội tại Key West, Florida từ ngày 28 tháng 1 đến ngày 11 tháng 2. Con tàu tham gia cuộc Tập trận Springboard tại vùng biển Caribe từ ngày 3 đến ngày 11 tháng 3, và sau đó lại là một lượt phục vụ cùng Đệ Lục hạm đội tại Địa Trung Hải từ tháng 6 đến tháng 11.
Noa trải qua đợt đại tu thường lệ tại Xưởng hải quân Charlestown từ ngày 8 tháng 1, 1968 đến ngày 17 tháng 6, và quay trở lại Mayport vào ngày 25 tháng 6. Do trục chân vịt bên mạn phải bị rung mạnh khi hoạt động, con tàu quay trở lại ụ tàu tại Charleston vào ngày 8 tháng 7 để sửa chữa trong một tuần. Nó đi đến vịnh Guantánamo, Cuba để huấn luyện ôn tập, rồi quay trở về Mayport vào ngày 11 tháng 9. Chiếc tàu khu trục được bảo trì và huấn luyện trong giai đoạn ở lại cảng nhà, rồi được sửa chữa nồi hơi tại Jacksonville, Florida vào tháng 10. Nó phải chịu đựng cơn bão Gladys vào ngày 19 tháng 10, rồi được huấn luyện nhằm chuẩn bị để được phái sang hoạt động tại khu vực Tây Thái Bình Dương trong năm 1969.
Noa được phái sang phục vụ tại khu vực Tây Thái Bình Dương cùng Đệ Thất hạm đội từ tháng 1 đến tháng 9, 1969, trong đó có hai giai đoạn từ tháng 3 đến tháng 7 và tháng 8 đến tháng 9, nó đã hoạt động trực tiếp tại vùng chiến sự trong khuôn khổ cuộc Chiến tranh Việt Nam. Chiếc tàu khu trục được điều sang cùng Đệ Lục hạm đội tại Địa Trung Hải vào tháng 1, 1970; và đến tháng 6 đã tiếp tục đi sang khu vực Cận Đông, hoạt động tại vùng biển Ấn Độ Dương và vùng vịnh Ba Tư, cho đến tháng 12, 1970. Sang năm 1971, chiếc tàu khu trục lại được cử sang hoạt động tại khu vực Trung Đông từ tháng 7 đến tháng 11.
Noa đi đến khu vực vịnh Guantánamo vào tháng 5, 1972 để hoạt động huấn luyện ôn tập. Con tàu được sửa chữa tại xưởng tàu ở Jacksonville, Florida từ tháng 6 đến tháng 9, 1972, khi lườn tàu được sửa chữa cả phía ngoài lẫn bên trong. Nó quay trở lại khu vực vịnh Guantánamo để tiếp tục hoạt động huấn luyện vào tháng 11, rồi rời cảng Mayport vào tháng 12 cho chuyến đi cuối cùng ra nước ngoài, đến khu vực biển Hồng Hải. Nó quay trở về Mayport vào tháng 6, 1973.
Noa được cho xuất biên chế vào ngày 31 tháng 10, 1973, và được chuyển cho Tây Ban Nha mượn trước khi bán đớt vào ngày 17 tháng 5, 1978. Tên nó được cho rút khỏi danh sách Đăng bạ Hải quân Hoa Kỳ vào ngày 2 tháng 6, 1975.

### Blas de Lezo(D65)
Con tàu tiếp tục phục vụ cùng Hải quân Tây Ban Nha như là chiếc Blas de Lezo (D65), tên được đặt theo Đô đốc Blas de Lezo y Olavarrieta (1689–1741). Blas de Lezo bị xuất biên chế và tháo dỡ vào năm 1991.